# 正合序列
在數學裡，尤其是在群論、環與模理論、同調代數及微分幾何等數學領域中，正合序列（或釋作正合列或恰當序列）是指一個由對象及其間的態射所組成的序列，該序列中的每一個態射的像都恰好是其下一個態射的核。正合序列可以為有限序列或無限序列。
正合序列於同調代數中居於核心地位，其中特別重要的一類是短正合序列。

## 定義
在群論裡，一個由群及群同態所組成的序列
{\displaystyle G_{0}\;{\xrightarrow {f_{1}}}\;G_{1}\;{\xrightarrow {f_{2}}}\;G_{2}\;{\xrightarrow {f_{3}}}\;\cdots \;{\xrightarrow {f_{n}}}\;G_{n}}
稱之為正合序列，若且唯若該序列中的每一個同態的像均等於其下一個同態的核：
{\displaystyle \operatorname {im} (f_{k})=\ker(f_{k+1})}
上述的正合序列可以為有限序列，亦或是無限序列。
在其他的代數結構裡也可以得出類似的定義，如將群與群同態替換成向量空間與線性映射，或是模與模同態，也都可以得出類似的正合序列定義。更一般性地來說，任何一個具有核與上核的範疇裡都能形成正合序列的概念。

### 簡單例子
下面會舉出一些相對簡單的例子來幫助理解上述定義。這些例子均以群作為開頭或結束，一般會將此一平凡群標記為0（表示加法運算，一般用於序列內的群為阿貝爾群時），或標記為1（表示乘法運算）。
- 序列0 → A → B 為正合序列，若且唯若從A 至B 的映射，其核為{0}，亦即若且唯若該映射為單射。
- 在對偶時，序列B → C → 0 為正合序列，若且唯若從B 至C 的映射，其像為整個C，亦即若且唯若該映射為滿射。
- 因此，序列0 → X → Y → 0 為正合序列，若且唯若從X 至Y 的映射同時為單射及滿射（即為雙射），並因此在大多數狀況下，該映射為從X 至Y 的同構。

### 短正合序列
短正合序列為具有下列形式的正合序列
{\displaystyle 0\to A\;{\xrightarrow {f}}\;B\;{\xrightarrow {g}}\;C\to 0}
如上所述，對任何一個短正合序列，f 一定為單射，且g 一定為滿射，且f 的像會等於g 的核。因此，可導出一同構
{\displaystyle C\cong B/\operatorname {im} (f)}
若以下任一等價（依據分裂引理）條件成立，則稱短正合序列{\displaystyle 0\longrightarrow A'{\stackrel {f}{\longrightarrow }}A{\stackrel {g}{\longrightarrow }}A''\longrightarrow 0} 分裂：
- {\displaystyle g}有截面（即存在{\displaystyle s:A''\rightarrow A}使得{\displaystyle g\circ s=\mathrm {id} _{A''}}）
- {\displaystyle f}有縮回（即存在{\displaystyle r:A\rightarrow A'}使得{\displaystyle r\circ f=\mathrm {id} _{A'}}）
- 該短正合序列同構（在鏈複形的意義下）於

{\displaystyle 0\longrightarrow A'\longrightarrow A'\oplus A''\longrightarrow A''\longrightarrow 0}
其中的箭頭是直和的典範映射。
對於群的範疇，前兩個條件不一定蘊含第三個，它們只能保證{\displaystyle A}可以表為{\displaystyle A'}與{\displaystyle A''}的半直積；例如我們可考慮群同態
{\displaystyle 1\longrightarrow \mathbb {Z} /3\mathbb {Z} \longrightarrow S_{3}\longrightarrow \mathbb {Z} /2\mathbb {Z} \longrightarrow 0}
其中{\displaystyle S_{3}}是3次對稱群。{\displaystyle \mathbb {Z} /3\mathbb {Z} \rightarrow S_{3}}由{\displaystyle n\;\mathrm {mod} \;3\longmapsto (123)^{n}}給出，它的像是交代群{\displaystyle A_{3}}，商為{\displaystyle \mathbb {Z} /2\mathbb {Z} }；但{\displaystyle S_{3}}無法分解成{\displaystyle \mathbb {Z} /3\mathbb {Z} \times \mathbb {Z} /2\mathbb {Z} }。

### 將正合序列拆解為短正合序列
正合序列可以透過核Ker與上核Coker的構造拆解為短正合序列，構造方式如下：考慮一正合序列
{\displaystyle \cdots \longrightarrow A_{n-1}\longrightarrow A_{n}\longrightarrow A_{n+1}\longrightarrow \cdots }
設
{\displaystyle Z_{n}:=\mathrm {Ker} (A_{n}\to A_{n+1})=\mathrm {Im} (A_{n-1}\to A_{n})=\mathrm {Coker} (A_{n-2}\to A_{n-1})}
其中{\displaystyle 2\leq n\leq 4}，這就給出了一個短正合序列
{\displaystyle 0\longrightarrow Z_{n}\longrightarrow A_{n}\longrightarrow Z_{n+1}\longrightarrow 0}
一般而言，設{\displaystyle A_{\bullet }}為鏈複形，我們同樣定義{\displaystyle Z_{n}:=\mathrm {Ker} (A_{n}\to A_{n+1})}；此時鏈複形的正合性等價於所有短鏈{\displaystyle 0\rightarrow Z_{n}\rightarrow A_{n}\rightarrow Z_{n+1}\rightarrow 0}的正合性。

### 推廣
給定一個短正合序列
{\displaystyle 0\longrightarrow A'\longrightarrow A\longrightarrow A''\longrightarrow 0}
有時也稱{\displaystyle A}為{\displaystyle A''}經由{\displaystyle A'}的擴張。
詳閱條目Ext函子與群上同調。

## 長正合序列
若有鏈複形的短正合序列：
{\displaystyle 0\longrightarrow C'_{\bullet }\longrightarrow C_{\bullet }\longrightarrow C''_{\bullet }\longrightarrow 0}
反覆運用蛇引理，可以導出正合序列
{\displaystyle \cdots \longrightarrow H_{n+1}(C''_{\bullet })\longrightarrow H_{n}(C'_{\bullet })\longrightarrow H_{n}(C_{\bullet })\longrightarrow H_{n}(C''_{\bullet })\longrightarrow H_{n-1}(C'_{\bullet })\longrightarrow \cdots }
對上鏈複形的上同調亦同，此時連接同態的方向是{\displaystyle H^{n}(C''^{\bullet })\to H^{n+1}(C'^{\bullet })}。這類序列稱作長正合序列，它是同調代數最重要的技術之一。在代數拓撲中，長正合序列與相對同調群和Mayer-Vietoris序列相關。導函子也可以導出相應的長正合序列。